# 1942 في سويسرا
فيما يلي قوائم الأحداث التي وقعت خلال عام 1942 في سويسرا.

## رياضة
- 2 أغسطس – طواف سويسرا 1942 الفائزون Fritz Stocker  [لغات أخرى]‏، Walter Diggelmann [الإنجليزية]‏، فرديناند كوبلر، ويلي كيرن  [لغات أخرى]‏.

## مواليد

### يناير
- 12 يناير – ميشيل مايور

### مايو
- 12 يناير – ميشيل مايور
- 15 مايو – كريستوف جيربر فيزيائي سويسري.

### يونيو
- 8 يونيو – جاك دوبوشيه كيميائي سويسري.
- 21 يونيو – نوربرت برونر كهنوت سويسري.

### يوليو
- 8 يوليو – لويس شويرتزر
- 10 يوليو – هرمان بورجر كاتب سويسري.

### أكتوبر
- 20 أكتوبر – والتر برون

### ديسمبر
- 10 ديسمبر – ألكسندر باومان سياسي سويسري.
- 14 ديسمبر – فيرنر كولر
- 17 ديسمبر – نيكولاي أوسيانين لاعب كرة قدم سويسري.

## وفيات

### يوليو
- 15 يوليو – تشارلز أوجين غاي (مواليد 1866) فيزيائي سويسري.

### أكتوبر
- 4 أكتوبر – ألبرت فوجت (مواليد 1874)
- 9 أكتوبر – فريتز باومان (مواليد 1886) فنان سويسري.